# Aleksander Wołowski
Aleksander Wołowski (ur. 26 lutego 1870, zm. po 1924) – pułkownik piechoty Wojska Polskiego.

## Życiorys
Od 9 listopada do 2 grudnia 1918 roku był dowódcą I batalionu Okręgowego Pułku Kieleckiego, a od 2 do 23 grudnia 1918 roku dowodził 25 Pułkiem Piechoty w Piotrkowie. Od stycznia 1919 roku pełnił obowiązki na stanowisku komendanta Miasta w Kielcach. 20 maja 1920 roku został stałym członkiem Rady Wojewódzkiej z ramienia Dowództwa Okręgu Generalnego „Kielce” przy Województwie w Kielcach. 22 maja 1920 roku został zatwierdzony z dniem 1 kwietnia 1920 roku w stopniu pułkownika, w piechocie, w grupie oficerów byłych Korpusów Wschodnich i byłej armii rosyjskiej. 2 września 1920 roku został oddany do dyspozycji Dowództwa Frontu Północnego. 1 czerwca 1921 roku ponownie pełnił służbę w Dowództwie Okręgu Generalnego „Kielce”, a jego oddziałem macierzystym był 25 Pułk Piechoty. Z dniem 1 września 1922 roku został przeniesiony w stan spoczynku. 26 października 1923 roku Prezydent RP Stanisław Wojciechowski zatwierdził go w stopniu pułkownika. Na emeryturze mieszkał w Kielcach.